# Lazarat
Lazarat é considerada a maior produtora ilegal de maconha da Europa, com mais de 900 toneladas da droga por ano. O vilarejo movimenta cerca de R$ 13 bilhões com a comercialização da erva. 
Lazarat é uma comuna (em albanês:  komuna) da Albânia localizada no distrito de Gjirokastër, prefeitura de Gjirokastër.